# Michail Efimovič Katukov
Michail Efimovič Katukov (in russo Михаи́л Ефи́мович Катуко́в?; Bol'šoe Uvarovo, 17 settembre 1900 – Mosca, 8 giugno 1976) è stato un generale sovietico.
Comandante tra i più famosi, energici ed esperti delle forze corazzate dell'Armata Rossa durante la seconda guerra mondiale, sul Fronte orientale, si era già messo in luce prima della guerra al comando di vari unità minori corazzate e quindi prese parte a tutta la "Grande Guerra Patriottica", distinguendosi per la prima volta, alla testa della 4ª Brigata corazzata, nella battaglia di Mčensk, dove inflisse una prima sconfitta alle Panzer-Divisionen tedesche, e quindi alla difesa di Mosca.
Apprezzato dallo stesso Stalin e considerato la personalità più promettente delle nuove forze meccanizzate sovietiche, passò quindi al comando del 1º Corpo corazzato e poi del 3º Corpo meccanizzato partecipando alle dure battaglie sul fronte di Ržev. Nel marzo 1943 gli venne infine assegnato il comando della 1ª Armata corazzata che avrebbe guidato per oltre due anni a una serie di grandi vittorie a Kursk, a Char'kov, in Ucraina, in Polonia e in Germania. Michail Katukov concluse la guerra, dopo essere avanzato alla testa dei suoi carri armati per migliaia di chilometri verso ovest, a Berlino partecipando, sempre alla guida della 1ª Armata corazzata delle guardie, alla battaglia finale nella capitale del nemico insieme alle altre armate del 1º Fronte bielorusso.
Il generale Katukov viene considerato, insieme a Pavel Rybalko, Pavel Rotmistrov e Dmitrij Leljušenko, uno dei comandanti di forze corazzate sovietici più abili, intelligenti e capaci emersi dalla seconda guerra mondiale, audace nell'offensiva ma anche tatticamente accorto e prudente, in grado di impiegare con pieno successo le moderne tattiche di "operazioni in profondità" sviluppate dall'Armata Rossa.

## Biografia

### Gli inizi
Originario di una povera famiglia contadina residente in un piccolo villaggio a circa 100 km da Mosca, Michail Katukov aveva lavorato ancora giovanissimo come bracciante salariato, quindi a 17 anni come operaio in una fabbrica di Pietrogrado. Nella capitale dell'Impero zarista il giovane fu coinvolto nel movimento rivoluzionario e si arruolò nel marzo 1919 nell'Armata Rossa; durante la Guerra Civile combatté nei ranghi della 54ª Divisione di cavalleria, una delle formazioni della famosa cavalleria "rossa" che ebbe un ruolo decisivo nella vittoria bolscevica contro le forze Bianche.
Dopo la guerra, Katukov decise di rimanere nell'esercito e intraprese la carriera di ufficiale svolgendo anche compiti di istruzione alla 27ª Divisione fucilieri di stanza a Vitebsk; a partire dal 1932, data di nascita ufficiale delle nuove formazioni meccanizzate dell'Armata Rossa, Katukov passò nei reparti carristi dove sarebbe rimasto per il resto della sua carriera assumendo con il tempo un ruolo di massimo rilievo per prestigio e capacità. Inizialmente comandante di una compagnia di carri armati, divenne quindi comandante di battaglione e quindi della 5ª e poi della 38ª Brigata corazzata leggera, mentre, all'inizio della Grande Guerra Patriottica il 22 giugno 1941, l'ufficiale, ora con il grado di colonnello, era al comando della 20ª Divisione corazzata, inquadrata nel 9º Corpo meccanizzato guidato dal preparato generale Rokossovskij e schierato nelle retrovie del settore difensivo ucraino.
Il battesimo del fuoco del colonnello Katukov, alla testa della sua modesta divisione corazzata equipaggiata solo di carri leggeri BT-2 e BT-5, fu particolarmente duro e frustrante; impegnato nel settore di Luc'k contro le potenti Panzer-Divisionen in avanzata, l'unità di Katukov subì immediatamente pesanti perdite il 24 giugno e dovette ripiegare dopo aver perso la maggior parte dei suoi mezzi. Apprendendo rapidamente da queste dolorose esperienze iniziali, già nei giorni successivi Katukov sospese impossibili velleità di contrattacco e adottò più prudenti tattiche difensive cercando di organizzare imboscate e attacchi di sorpresa per infliggere perdite al nemico.
Per tutto il mese di luglio 1941 Katukov condusse ripetuti scontri di alleggerimento e ritirate manovrate cercando di mantenere la coesione dei suoi reparti e di rallentare l'avanzata tedesca. La sua abilità difensiva e la sua determinazione vennero notate dai comandi superiori e quindi in agosto il colonnello ricevette la decorazione dell'Ordine della Bandiera rossa e venne convocato a Mosca per un colloquio con il Comandante supremo delle Forze meccanizzate e corazzate dell'Armata Rossa (il tenente generale Fëdorenko). In questa occasione Katukov apprese di essere stato assegnato al comando della 4ª Brigata corazzata, una delle nuove formazioni meccanizzate organizzate frettolosamente dopo il crollo iniziale, piccole di dimensioni ma equipaggiate con carri medi ultimo modello T-34.
Con questo nuovo reparto il colonnello Katukov, dopo un breve periodo di addestramento con i mezzi appena forniti dalle fabbriche di carri di Stalingrado, venne schierato nei primi giorni di ottobre 1941 sul fronte difensivo di Mosca (inquadrato nel 1º Corpo fucilieri della Guardia dell'energico generale Dmitrij Leljušenko) per contribuire a bloccare le forze corazzate apparentemente inarrestabili della Wehrmacht.

### Sul fronte di Mosca
Michail Katukov ottenne notorietà nazionale e prestigio nell'Armata Rossa per la sua abile conduzione dei carri armati della 4ª Brigata corazzata nella violenta battaglia di Mčensk del 4-11 ottobre 1941; in questa occasione per la prima volta i mezzi corazzati sovietici, abilmente guidati dal colonnello, riuscirono ad infliggere una chiara sconfitta ai panzer della 4. Panzer-Division, dipendenti dal Gruppo corazzato del famoso generale Guderian. Katukov e Lejušenko collaborarono con successo e i moderni carri della 4ª Brigata corazzata sorpresero ripetutamente il nemico e impiegarono efficaci tecniche di imboscata e di agguato causando dure perdite alle forze del colonnello Heinrich Eberbach, rallentando l'avanzata da sud dei tedeschi.
Il colonnello Katukov infine dovette ripiegare, ma riuscì a mantenere l'ordine e la combattività dei reparti e si ritirò abilmente verso nord; il 16 ottobre 1941, per i risultati ottenuti venne elogiato e convocato per un colloquio direttamente con Stalin. L'11 novembre Katukov venne promosso maggior generale delle Forze corazzate mentre la valorosa 4ª Brigata corazzata venne ridenominata a titolo onorifico 1ª Brigata corazzata della Guardia, la prima formazione meccanizzata dell'Armata Rossa ad ottenere questo prestigioso riconoscimento; sempre alla testa di questa brigata il generale Katukov venne quindi trasferito a nord-ovest della capitale per partecipare alla drammatica fase finale della battaglia di Mosca.
A partire dal 14 novembre 1941 il generale Katukov guidò la sua 1ª Brigata corazzata della Guardia in una serie di dure battaglie difensive per contrastare l'avanzata finale dei mezzi corazzati tedeschi a nord-ovest di Mosca; la formazione si distinse soprattutto in abili azioni di retroguardia infliggendo nuove perdite al nemico, e Katukov, dopo aver assunto anche il comando di altre due brigate corazzate, mostrò un impegno infaticabile e grande capacità nella lotta difensiva.
Meno esperto di azioni offensive, il generale, ora al comando di un raggruppamento di brigate corazzate assegnato alla 16ª Armata del generale Rokossovskij, mostrò qualche incertezza nella fase offensiva della battaglia di Mosca a partire dal 7 dicembre 1941; i suoi carri, intralciati dalle pessime condizioni climatiche e del terreno, avanzarono faticosamente ed a costo di dure perdite. Tuttavia Katukov ottenne nuovi successi contribuendo alla riconquista degli importanti centri di Istra e soprattutto Volokolamsk (19 dicembre 1941). Nei successivi estenuanti combattimenti a ovest di Mosca le brigate di Katukov furono spesso in prima linea, pur senza riuscire ad ottenere un chiaro sfondamento delle linee tedesche.
Nell'aprile 1942 il generale venne nuovamente convocato dal generale Fëdorenko che gli annunciò, per il valore e la capacità dimostrata nella battaglia d'inverno, la sua designazione a comandante del nuovo 1º Corpo carri, il primo corpo corazzato creato dall'Armata Rossa nel quadro del rafforzamento delle forze mobili previsto dai piani dello Stavka. Il corpo venne assegnato al Fronte di Brjansk a sud di Mosca e a nord-ovest Voronež, ed in questa regione nell'estate 1942 avrebbe partecipato ai difficili scontri contro le forze corazzate tedesche impegnate nella grande Operazione Blu.
Dal 28 giugno al 7 luglio 1942 il 1º Corpo carri del generale Katukov sferrò una serie di costosi ed inefficaci contrattacchi sul fianco delle Panzer-Divisionen in avanzata verso Voronež. Impiegata in modo confuso e priva di copertura aerea, la formazione non ottenne alcun risultato e, come le altre unità corazzate sovietiche impegnate nei maldestri tentativi di controffensiva, subì pesanti perdite. Katukov non fu in grado di manovrare con coesione i suoi reparti, ma apprese la dura lezione sottolineando con i comandi superiori i difetti delle tattiche e dei metodi sovietici e le carenze logistiche e di coordinamento presenti nelle nuove formazioni corazzate.
Ad agosto 1942 il 1º Corpo carri passò quindi nelle riserve dello Stavka mentre Katukov a settembre rappresentò a Stalin i difetti dei sistemi adottati e le necessarie contromisure da prendere per aumentare l'efficienza operativa delle forze meccanizzate dell'Armata Rossa. Alla fine dell'incontro, Stalin comunicò al generale la sua assegnazione alla testa del 3º Corpo meccanizzato, una nuova e più potente formazione dipendente dalla 22ª Armata del Fronte di Kalinin, nel saliente di Ržev. In questa occasione, Katukov iniziò la sua proficua collaborazione con una serie di capaci ufficiali che lo avrebbero coadiuvato nel suo stato maggiore per il resto della guerra: M. T. Nikitin, M. A. Shalin e soprattutto l'abile ed esperto Nikolaj Popel, già veterano di molte battaglie.
Nel novembre 1942 Katukov guidò il suo potente 3º Corpo meccanizzato (di cui faceva parte anche la sua vecchia 1ª Brigata corazzata della Guardia) in un nuovo tentativo di offensiva strategica sul fronte di Ržev, l'Operazione Marte; il corpo meccanizzato, equipaggiato con oltre 200 carri, sferrò un difficile attacco lungo la valle della Lučesa e ottenne uno sfondamento iniziale. Katukov lanciò in profondità i suoi carri e sembrò avere successo, ma le riserve tedesche contrattaccarono e riuscirono ad arginare l'avanzata infliggendo pesanti perdite; il generale tuttavia riuscì ad evitare la disfatta e mantenne il controllo della situazione senza farsi accerchiare come accadde al 1º Corpo meccanizzato più a sud, ma l'offensiva si concluse con un nuovo fallimento.
A gennaio 1943, la carriera del generale Katukov ebbe una svolta decisiva: convocato a Mosca, gli venne assegnato il comando in capo della 1ª Armata corazzata in corso di costituzione nelle retrovie del fronte di Mosca, di cui era inizialmente previsto lo schieramento nel settore di Demjansk. La nuova potente formazione costituiva una delle nuove unità organizzate dall'Armata Rossa per effettuare sfondamenti e avanzate strategiche in profondità; il generale, considerato il più esperto e dotato dei nuovi comandanti di unità mobili sovietici, ebbe quindi il comando dell'armata e venne rapidamente dirottato sul fronte di Voronež per rafforzare quel settore attaccato dalla violenta controffensiva del feldmaresciallo von Manstein. In questa regione il generale Katukov e la sua armata corazzata (costituita dal 6º Corpo carri, dal 3º Corpo meccanizzato e dalla 100ª Brigata corazzata autonoma) avrebbero finalmente iniziato la loro lunga e vittoriosa marcia verso ovest.

### Al comando della 1ª Armata corazzata della Guardia
Katukov e la sua 1ª Armata corazzata furono al centro dell'azione durante la durissima battaglia di Kursk a partire dal 6 luglio; schierato in riserva del Fronte di Voronež il generale impiegò saggiamente e con prudenza le sue forze corazzate (tre corpi con 631 carri): cosciente della superiorità dei nuovi carri tedeschi e dubbioso sulla possibilità di grandi contrattacchi manovrati in campo aperto, Katukov consigliò a Vatutin, comandante del Fronte generale, di impiegare i suoi carri da posizioni difensive fisse accuratamente predisposte, per logorare progressivamente le forze corazzate nemiche.
I suoi consigli vennero seguiti dai comandi superiori e alla fine, dopo scontri violenti e dopo aver subito gravi perdite contro i ripetuti e potenti attacchi dei panzer, la 1ª Armata corazzata di Katukov, rinforzata da altri due corpi corazzati, riuscì a fermare l'offensiva nemica, grazie anche all'intervento della 5ª Armata corazzata della Guardia del generale Rotmistrov.
Dopo questo successo difensivo, Katukov dovette in pochi giorni riorganizzare le sue forze molto indebolite (scese a 141 carri) per prepararsi all'offensiva Belgorod-Char'kov, che sarebbe stata la prima manovra offensiva coronata da successo delle forze corazzate sovietiche in estate. Dopo frenetici sforzi delle squadre di riparazione e dopo il ritorno di molti equipaggi di carri, Katukov fu in grado già il 3 agosto 1943 di sferrare il grande attacco con 542 carri armati.
In questa occasione il generale impiegò le nuove tattiche di offensiva in profondità con l'intervento dei famosi "Distaccamenti avanzati", alcune brigate corazzate di punta lanciate in avanti isolate per conquistare di sorpresa punti d'appoggio importanti e sgominare le retrovie nemiche in attesa dell'arrivo del grosso dell'armata. Queste tattiche sarebbero state costantemente impiegate con successo dal generale Katukov, contrario a grandi attacchi frontali e favorevole invece a improvvise puntate in profondità da parte dei suoi audaci comandanti di brigata tra cui si distinsero i colonnelli I. I. Gusakovskij (44ª Brigata corazzata della Guardia) e I. N. Bojko (64ª Brigata corazzata della Guardia).
L'offensiva Belgorod-Char'kov fu ancora duramente contrastata dalle Panzer-Divisionen tedesche; dopo un'audace avanzata in profondità, le brigate di testa di Katukov furono contrattaccate a Bogoduchov e subirono dolorose perdite; il generale si affrettò a rinforzare i suoi reparti isolati e, aiutato anche da altre formazioni corazzate sovietiche, mantenne il terreno conquistato favorendo la manovra che portò alla liberazione di Char'kov il 23 agosto. Dopo questa aspra offensiva, la 1ª Armata corazzata, ridotta a soli 162 carri armati, venne finalmente ritirata nelle retrovie e Katukov ricevette ordine di riorganizzare le sue forze e rischierarle di nascosto alla fine di novembre 1943 più a nord per rinforzare la testa di ponte di Kiev.
Alla fine di dicembre 1943, il generale Katukov schierò la sua armata corazzata, risalita a 546 carri armati, in rinforzo del 1º Fronte ucraino, e partecipò alla nuova offensiva verso Žitomir e Berdičev. Nell'aspro clima invernale la nuova offensiva venne ancora intralciata dalle riserve nemiche e i reparti di Katukov si trovarono spesso in difficoltà pur riuscendo ugualmente a portare a termine i loro compiti e liberando Berdičev e Kazatin (5 gennaio 1944). Alla fine di gennaio 1944 l'offensiva venne nuovamente sospesa e il generale ricevette ordine di riportare le sue forze più a nord, nella regione di Šepetovka, per costituire una riserva strategica in vista di un grande attacco verso i Carpazi.

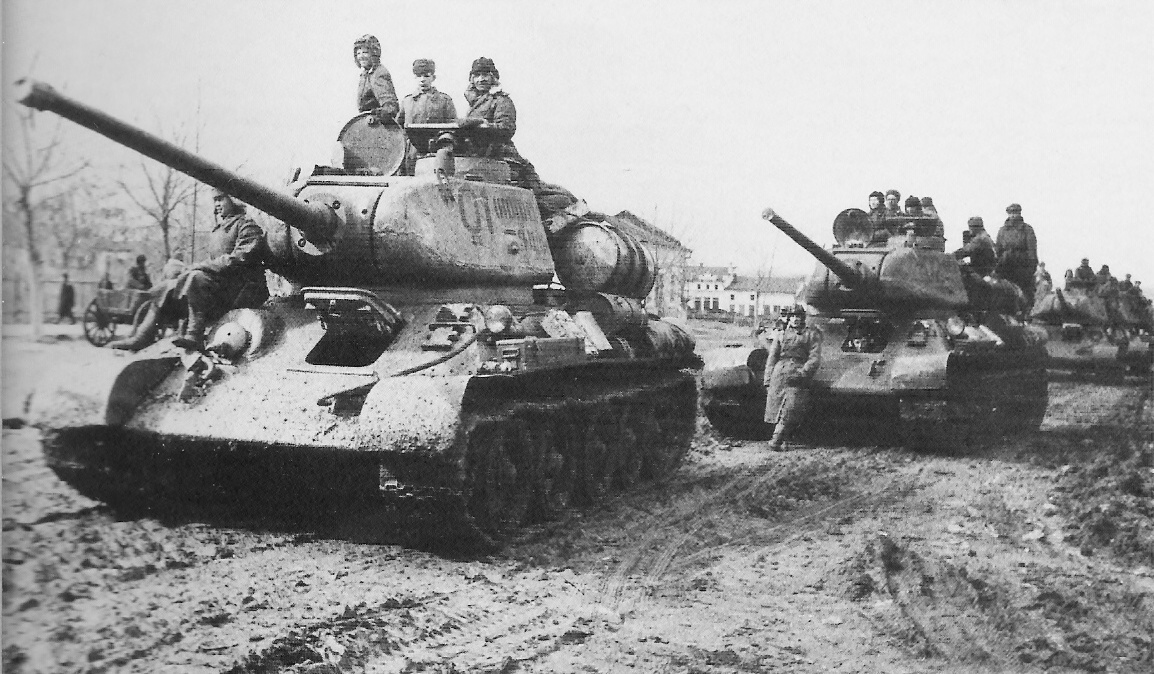
I carri T-34/85, impiegati da Katukov con successo durante l'offensiva Proskurov-Černovcy.

Nella successiva offensiva Proskurov-Černovcy, sferrata dal 4 marzo 1944 dal 1º Fronte ucraino passato al comando diretto del maresciallo Žukov, il generale Katukov e la sua 1ª Armata corazzata, ora scesa a 239 carri armati, giocarono un ruolo di grande importanza. Entrato in azione con i suoi carri il 21 marzo, dopo gli iniziali contrattacchi delle riserve corazzate tedesche, il generale riuscì a sfondare in profondità verso Čertkov e il fiume Dnestr. Avanzando anche di notte a fari accesi, le forze corazzate di Katukov fecero progressi rapidissimi, raggiunsero e superarono il fiume il 24 marzo (reparti della 1ª Brigata corazzata della Guardia), e il distaccamento avanzato del colonnello Boiko (64ª Brigata corazzata della Guardia) occupò Černovcy già il 29 marzo, mentre altre formazioni tagliavano le comunicazioni della 1. Panzerarmee tedesca isolata nella sacca di Kamenec-Podol'skij.
Mentre le forze tedesche trovavano scampo ripiegando verso ovest, le brigate di testa del generale Katukov continuarono ad avanzare verso sud raggiungendo con l'8º Corpo meccanizzato della Guardia i Carpazi entro il 17 aprile 1944; i reparti dell'11º Corpo carri della Guardia furono invece impegnati a contrastare la ritirata tedesca e a respingere alcuni pericolosi contrattacchi delle riserve nemiche provenienti da ovest (in questa occasione il generale Katukov ebbe a disposizione per la prima volta i nuovi moderni carri T-34/85). Per questa veloce e brillante avanzata la 1ª Armata corazzata ottenne il titolo onorifico "della Guardia".

### Dalla Vistola all'Oder, a Berlino
Dopo la pausa primaverile, il generale Katukov, sempre alla guida della 1ª Armata corazzata della Guardia, rientrò in campo nel luglio 1944 nei ranghi del 1º Fronte ucraino ora passato al comando del maresciallo Konev; in questa occasione il generale riuscì a trasferire in segreto i suoi carri verso nord per oltre 300 km, fino alla regione di Luc'k. La manovra colse di sorpresa il comando tedesco che non individuò fino all'ultimo la presenza dell'armata corazzata nella zona e permise a Katukov di sferrare un potente attacco il 13 luglio 1944.
Durante l'offensiva Leopoli-Sandomierz la 1ª Armata corazzata della Guardia, ora equipaggiata con 416 carri armati, diede una nuova dimostrazione di abilità e rapidità di manovra. Katukov convinse il maresciallo Konev ad impiegare i suoi carri fin dal primo giorno e quindi in pochi tempo le unità corazzate sovietiche (precedute dai distaccamenti avanzati della 1ª Brigata corazzata della Guardia e della 44ª Brigata corazzata della Guardia) penetrarono in profondità, attraversarono il fiume Bug (da parte dei carri del colonnello Gusakovskij) respinsero i contrattacchi della 16. e 17. Panzer-Division e proseguirono in direzione della Vistola.
Mentre le altre armate corazzate del maresciallo Konev erano impegnate in aspri scontri intorno a Leopoli, le formazioni del generale Katukov (1ª e 44ª Brigata corazzata della Guardia) raggiunsero per prime la Vistola e conquistarono una preziosa testa di ponte a Sandomierz. Nelle settimane successive Katukov, presto rafforzato da altri reparti corazzati del generale Rybalko, affrontò e respinse i ripetuti tentativi delle riserve tedesche (con la partecipazione anche dai primi carri Panzer VI Tiger II) di schiacciare la testa di ponte; in settembre dopo aver mantenuto le sue posizioni e aver eseguito la sua missione il generale Katukov e la sua armata corazzata passarono in riserva per riorganizzarsi e riequipaggiarsi. Il generale, per la sua abilità e i risultati raggiunti in questa campagna, ottenne il prestigioso riconoscimento di Eroe dell'Unione Sovietica.
Il 14 gennaio 1945 il 1º Fronte bielorusso del maresciallo Žukov diede il via alla grande offensiva invernale sulla linea della Vistola che, in meno di un mese, avrebbe sbaragliato le difese tedesche e portato le armate sovietiche a 80 km da Berlino; il generale Katukov venne assegnato, con la sua veterana 1ª Armata corazzata della Guardia (risalita ora a 752 carri armati), al fronte del maresciallo Žukov, insieme alla 2ª Armata corazzata della Guardia del generale Sëmen Bogdanov e, fin dal primo giorno, sboccò vittoriosamente con i suoi carri armati dalla testa di ponte di Magnuszew. In questa offensiva il generale Katukov e i suoi uomini conseguirono i maggiori successi, completando una travolgente avanzata per circa 500 km fino alla linea dell'Oder; in pochissimi giorni le unità di punta dell'11º Corpo carri della Guardia (44ª Brigata corazzata della Guardia del colonnello Gusakovskij) e dell'8º Corpo meccanizzato della Guardia attraversarono il Pilica ghiacciato, respinsero i contrattacchi tedeschi della 25. Panzer-Division, e poi avanzarono in profondità sbaragliando tutte le resistenze ed aggirando e isolando i grandi centri di Łódź e Poznań.
Già alla fine del mese di gennaio la 1ª Armata corazzata della Guardia era giunta all'Oder che venne superato a nord di Francoforte; il generale Katukov sempre al centro dell'azione cambiò per 13 volte il suo quartier generale durante i frenetici giorni dell'avanzata e guidò brillantemente le sue formazioni ottenendo per la seconda volta l'onorificenza di Eroe dell'Unione Sovietica. Giunte all'Oder, le formazioni sovietiche si arrestarono soprattutto per difficoltà logistiche e per la rafforzata resistenza nemica, e l'armata di Katukov venne temporaneamente dirottata a nord per contribuire a schiacciare le difese tedesche in Pomerania. Dopo aver eseguito la variazione di fronte ed aver completato con successo entro marzo la battaglia, il generale Katukov ritornò con i suoi carri sul fronte dell'Oder per prepararsi all'offensiva finale del Fronte bielorusso del maresciallo di Žukov contro la capitale del nemico.
L'ultima battaglia del generale Katukov ebbe inizio il 16 aprile 1945 e si dimostrò costosa e difficile per le sue formazioni corazzate; in questa circostanza l'armata, rafforzata da un terzo corpo mobile, l'11º Corpo carri, disponeva di 709 carri armati, ma le difficoltà del terreno, la solida resistenza tedesca ed alcuni gravi errori tattici del comando del maresciallo Žukov, costrinsero ad un impiego prematuro della formazione corazzata. La grande confusione e la dissipazione di una parte delle sue forze in violenti scontri costarono molte perdite e rallentarono l'avanzata.
Durante la battaglia di Berlino la 1ª Armata corazzata della Guardia di Katukov perse 431 carri armati di cui 104 direttamente negli scontri dentro la città; il generale Katukov, brutalmente sollecitato da Žukov a procedere in avanti, riuscì infine il 19 aprile a sbucare in campo aperto ed a accelerare l'avanzata con i suoi distaccamenti di testa, raggiungendo il 21 aprile la periferia orientale di Berlino, preceduto a sud dalla 3ª Armata corazzata della Guardia del fronte del maresciallo Konev. Da quel momento le formazioni del generale collaborarono principalmente con i fucilieri della 8ª Armata della Guardia nei violenti combattimenti cittadini, utilizzando la loro potenza di fuoco per sopprimere i nuclei di resistenza. Il 2 maggio 1945 il generale Katukov era sul campo di battaglia al centro di Berlino con i suoi carri giunti a 200 metri dalla Cancelleria del Reich al momento della resa delle guarnigione tedesca.
Si concludeva in questo modo la carriera bellica di Michail Katukov, protagonista della maggior parte delle offensive vittoriose dell'Armata Rossa. Per tutta la guerra il generale venne considerato uno degli ufficiali più esperti e capaci delle forze meccanizzate sovietiche. Dotato di prudenza e cautela, in grado di collaborare proficuamente con i suoi collaboratori, in particolare il generale Popel, e con i suoi audaci luogotenenti (come i generali Getman, Dremov e Juščuk e i colonnelli Gusakovskij e Bojko), Katukov mantenne sempre una fredda lucidità durante le battaglie ed impiegò i suoi carri in modo oculato e ragionato, impiegando secondo le circostanze le moderne tattiche di avanzata in profondità e ottenendo spesso brillanti successi e rapide avanzate.
Abile sia nella lotta difensiva che nelle frenetiche offensive in profondità, il generale Katukov uscì vittorioso dalla maggior parte delle battaglie a cui partecipò, grazie alla sua accurata preparazione, alla partecipazione attiva dei suoi ufficiali di stato maggiore e alle sue sagge tattiche operative.
Dopo la guerra Katukov venne promosso al grado di Maresciallo delle Truppe corazzate, e mantenne fino al 1951 il comando delle forze corazzate del raggruppamento delle forze dell'Armata Rossa schierate in Germania orientale prima di ritornare a Mosca in veste di ispettore del Ministero della Difesa (1955) e ispettore dell'Esercito (1963).